# 대니얼 타이거
《대니얼 타이거》는 미국, 캐나다의 컴퓨터 애니메이션 텔레비전 시리즈이다.

## 목소리 출연
- 김서영: 대니얼 타이거
- 배정미: 카테리나/대니얼 엄마
- 사문영: 오/엘라이나
- 윤승희: 수요일 왕자
- 정재헌: 대니얼 아빠
- 남도형: 에이커